# Sokolce
Sokolce este o comună slovacă, aflată în districtul Komárno din regiunea Nitra. Localitatea se află la altitudinea de 110 m deasupra n.m., se întinde pe o suprafață de 19,42 km2 și în 2017 număra 1.202 locuitori.

## Istoric
Localitatea Sokolce este atestată documentar din 1332.

## Demografie
| An:                | 1994 | 2004   | 2014   | 2024   |
| ------------------ | ---- | ------ | ------ | ------ |
| Număr de persoane: | 1261 | 1279   | 1215   | 1194   |
| Diferență:         |      | +1,42% | −5,00% | −1,72% |

| An:                | 2023 | 2024   |
| ------------------ | ---- | ------ |
| Număr de persoane: | 1197 | 1194   |
| Diferență:         |      | −0,25% |